# 異種獵殺
《異種獵殺》（英語：Breach，或記作）是一部2020年美加合拍的科幻動作片，由約翰·蘇茲（John Suits）執導，愛德華·德瑞克和柯瑞·拉吉編寫劇本，寇帝·柯爾斯利、布魯斯·威利、湯瑪斯·傑恩和瑞秋·妮可絲主演。講述前往外星殖民地方舟（Ark）上的乘客意外遭到駭人異種殺害，使機械師克雷（Clay，威利飾演）率領眾人為生存殺出血路。
電影於2020年12月18日發行，收穫負評居多，威利入圍金酸莓獎最差男配角。

## 劇情
地球正處於滅絕狀態，30萬名未感染病毒的倖存者得以登上名為「方舟」（Ark）的飛船，它將把他們帶到一個名為「新地球」（New Earth）的新殖民地。諾亞假扮一名基層人員躲在方舟上，而他懷孕的女友海莉則以乘客身份登船並進入冷凍艙冬眠，直到抵達目的地。
機械師克雷是因反抗命令而被降級的戰場英雄，他擔任諾亞的清潔工指導人，時常和酒鬼同夥時常混在一塊並私自釀酒，諾亞也與他們結識。機械師布魯和謝帝被外星生物寄生，使奧特佳被布魯殺死。在殺掉布魯後，克雷、諾亞、提克、錢柏絲與史丹利司令開始追查外星生物的來源。錢柏絲發現諾亞是偷渡者，讓史丹利懷疑他，但布魯和奧特佳等人在停屍房如喪屍般復活，眾人逃脫，史丹利被殺害並感染。
即使子彈和火都沒法殺死感染者，諾亞決定利用通風管道通往冷凍艙室，喚醒方舟艦長基爾南·亞當斯上將，同時也是海莉的父親。提克承認，他應對所發生的一切負責，實際上是反對新地球再造的強硬派革命者。感染者襲來時提克被殺死，克雷和錢柏絲持槍反抗。基爾南帶領一群士兵攻擊感染者，但仍不敵攻勢，基爾南最終利用手榴彈自爆的方式與敵方同歸於盡。諾亞發現利用一種強力清潔劑能殺死感染者，眾人將火槍改造成能噴射出清潔劑成分的藍色火焰。但克雷發現，感染者的屍塊正在重組，成為一隻更強大的突變體怪物。突變體怪物操控眾多感染者進入反應堆房間，使飛船開始加速。
諾亞將海莉從冷凍艙中喚醒。突變體怪物殺死了錢柏絲並打倒了克雷，諾亞讓海莉進入逃生艙並啟動發射程序，然後自行持槍攻擊怪物，怪物受到猛烈攻擊後失去行動力。正當諾亞試圖離開時，還活著的克雷給他發消息。諾亞與海莉搭著逃生艙離開，克雷利用自毀程序炸毀了整艘方舟。
諾亞和海莉到達了新地球，但是當他們從逃生艙出來時，諾亞發現了另一名被感染的小女孩，並且在遠處還有一個巨大的怪物。最後諾亞決定持槍殺光牠們。

## 演員
- 布魯斯·威利飾演克雷·楊格（Clay Young）
- 寇帝·柯爾斯利（英语：Cody Kearsley）飾演諾亞（Noah）
- 凱藍·莫維飾演提克（Teek）
- 卡珊卓·克萊蒙提（英语：Kassandra Clementi）飾演海莉（Hayley）
- 瑞秋·妮可絲飾演錢柏絲（Chambers）
- 提摩西·V·墨菲飾演史丹利司令（Commander Stanley）
- 湯瑪斯·傑恩飾演基爾南·亞當斯上將（Admiral Kiernan Adams）
- 安琪·派克（Angie Pack）飾演伊莎貝拉·奧特佳（Isabella Ortega）
- 柯瑞·拉吉飾演林肯（Lincoln）
- 羅夫·姆勒飾演威爾（Vyrl）
- 约翰尼·梅辛纳飾演布魯（Blue）
- 約翰·厄柏飾演謝帝（Shady）

## 製作
本片由約翰·蘇茲（John Suits）執導，布魯斯·威利、寇帝·柯爾斯利、湯瑪斯·傑恩和瑞秋·妮可絲主演；妮可絲先前曾與導演在《現代感染》（2016年）合作過。主要拍攝在喬治亞州費茲傑拉爾德進行，於2019年9月和10月拍攝了三週。

## 發行
《異種獵殺》2020年12月18日在美國影院、VOD和數位平台上發行。

## 迴響
《異種獵殺》獲得差評居多。在爛番茄上根據14則評論，電影新鮮度僅21%，平均得分為3.3／10。JoBlo.com從滿分10分中給該片6分：「這適合作為非常特定子類型的電影，能在正確的思維下執行。這是部廉價的太空恐怖片，夠聰明將一些非常討人喜歡且具有超凡魅力的演員做主打。」
布魯斯·威利以該片連同《綁票追殺令》和《惡夜救援》入圍金酸莓獎最差男配角。

## 外部連結
- 互联网电影数据库（IMDb）上《異種獵殺》的资料（英文）
- 爛番茄上《異種獵殺》的資料（英文）